# 山羊臭虎耳草
山羊臭虎耳草（学名：Saxifraga hirculus）为虎耳草科虎耳草属下的一个种。

## 扩展阅读
- 維基物種上的相關：山羊臭虎耳草